# Cambre
Cambre es un municipio español de la provincia de La Coruña, en la comunidad autónoma de Galicia. Está ubicado a 12 km en dirección sureste de la capital de la provincia, La Coruña. Está compuesto por 12 parroquias.
El municipio se encuentra en el área metropolitana de La Coruña, se sitúa a unos 10 minutos del Aeropuerto de La Coruña, en el vecino municipio de Culleredo, y a 15 minutos del puerto de la misma ciudad. Asimismo, el Camino inglés, cuyo recorrido abarca desde el norte de la provincia a Santiago de Compostela, atraviesa el municipio.
Aun siendo un municipio relativamente poco extenso, posee dos zonas bien diferenciadas: por un lado, las parroquias más próximas a la ciudad, principalmente la de El Temple y la propia parroquia de Cambre, han ido adquiriendo un aspecto urbano durante las tres últimas décadas. Por otro lado, en las parroquias situadas al sur el paisaje continúa siendo rural. 
Existen muchas viviendas de tipo residencial y urbanizaciones, y algunas de las industrias del área coruñesa están instaladas dentro de su término municipal, lo que lo convierte en un ayuntamiento próspero. Hacia el sur del mismo predominan las explotaciones agrícolas y ganaderas, destacando las plantaciones de kiwis y las granjas de visones.
En la parroquia de Cecebre se encuentra la Fraga de Cecebre, muy conocida gracias a la obra literaria de Wenceslao Fernández Flórez y posterior película de animación, El bosque animado. Es un espacio protegido por su riqueza en flora. En el lugar del Apeadero 14, se encuentra Villa Florentina espacio en el que vivió el escritor y su familia, convertido hoy en su Casa Museo, regentada por la Fundación Wenceslao Fernández FlórezF y que puede ser visitada por ser abierta al público.
Dentro del término municipal se halla la estación de tratamiento de agua potable de A Telva, que suministra agua a la ciudad de La Coruña y sus alrededores.

## Toponimia
Según el Diccionario etimológico de pueblos y apellidos de España, escrito por Julián Aydillo San Martín, el nombre de Cambre derivaría de Cambra, que vendría a indicar que en este territorio existían varios molinos de río. Esta obra, a su vez, se remite a la obra de Pascual Madoz, Diccionario geográfico-estadístico-histórico de España y sus posesiones de Ultramar.

## Geografía
Integrado en la comarca de La Coruña, se sitúa a 16 km de la capital coruñesa. El término municipal está atravesado por la autovía del Noroeste A-6 entre los pK 575 y 583, además de por la autopista del Atlántico AP-9, que une La Coruña con Portugal, por la carretera N-550, alternativa convencional a la anterior, por la AC-214, que une la N-VI con la N-550, y por otras carreteras locales que permiten la comunicación entre las parroquias. En cuanto a la comunicación ferroviaria, el municipio cuenta con dos apeaderos, uno localizado en la parroquia de Cambre y otro en la de Cecebre; ambos situados en la línea férrea de ancho ibérico que une León con La Coruña.
El relieve del municipio está caracterizado por el río Mero, su afluente el río da Brexa, y los montes que los rodean. Al sur destaca el monte Castro de Ameás (207 m). La altitud oscila entre los 250 m al suroeste y los 36 m en el embalse de Cecebre, en el límite con Abegondo. El pueblo se alza a 62 m sobre el nivel del mar. 
Limita al norte con Oleiros, al noreste con Sada, al este con Bergondo y Abegondo, al sur con Carral y al oeste con Culleredo.

## Monumentos y lugares de interés

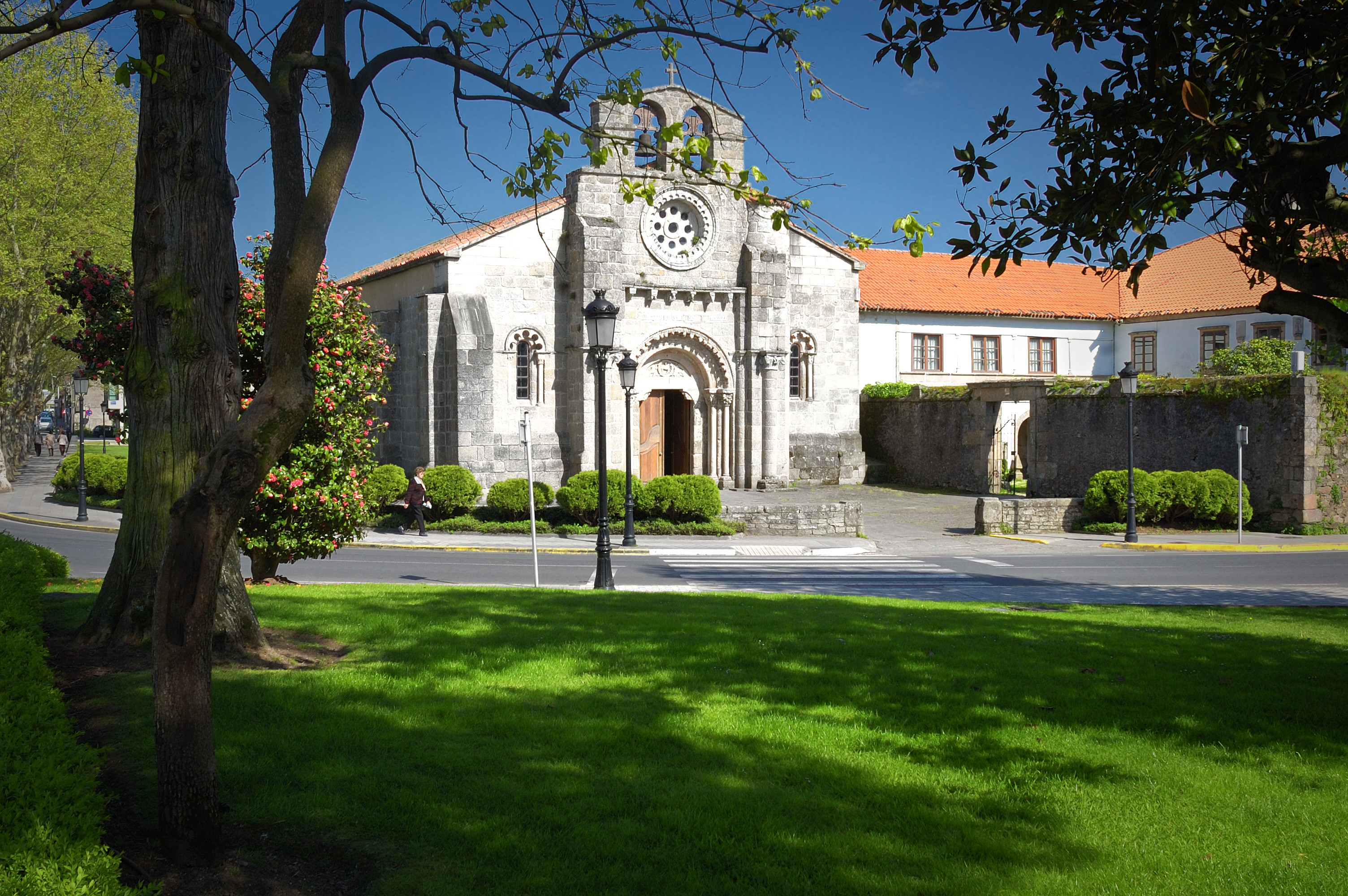
Iglesia de Santa María de Cambre

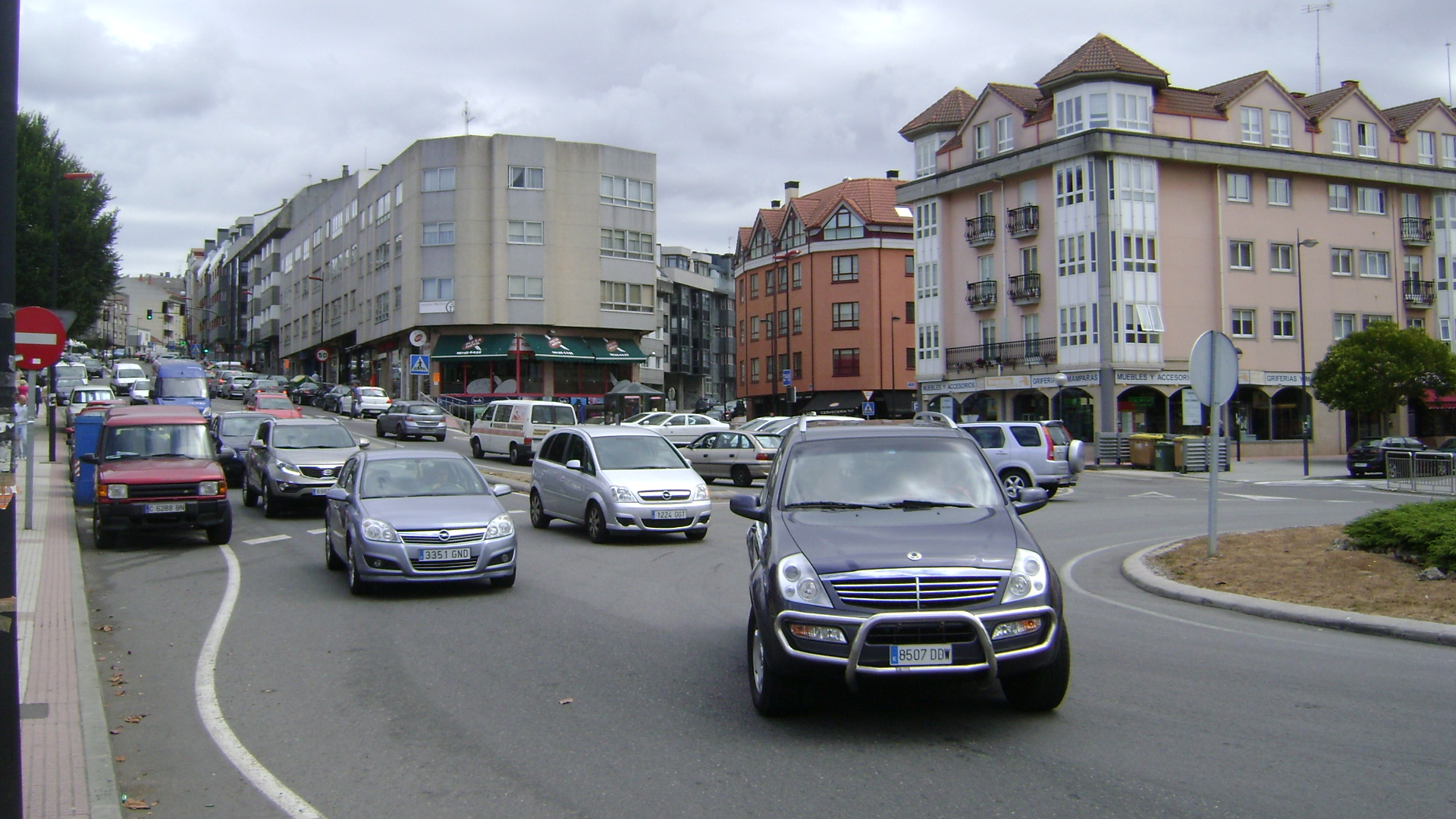
El Temple.

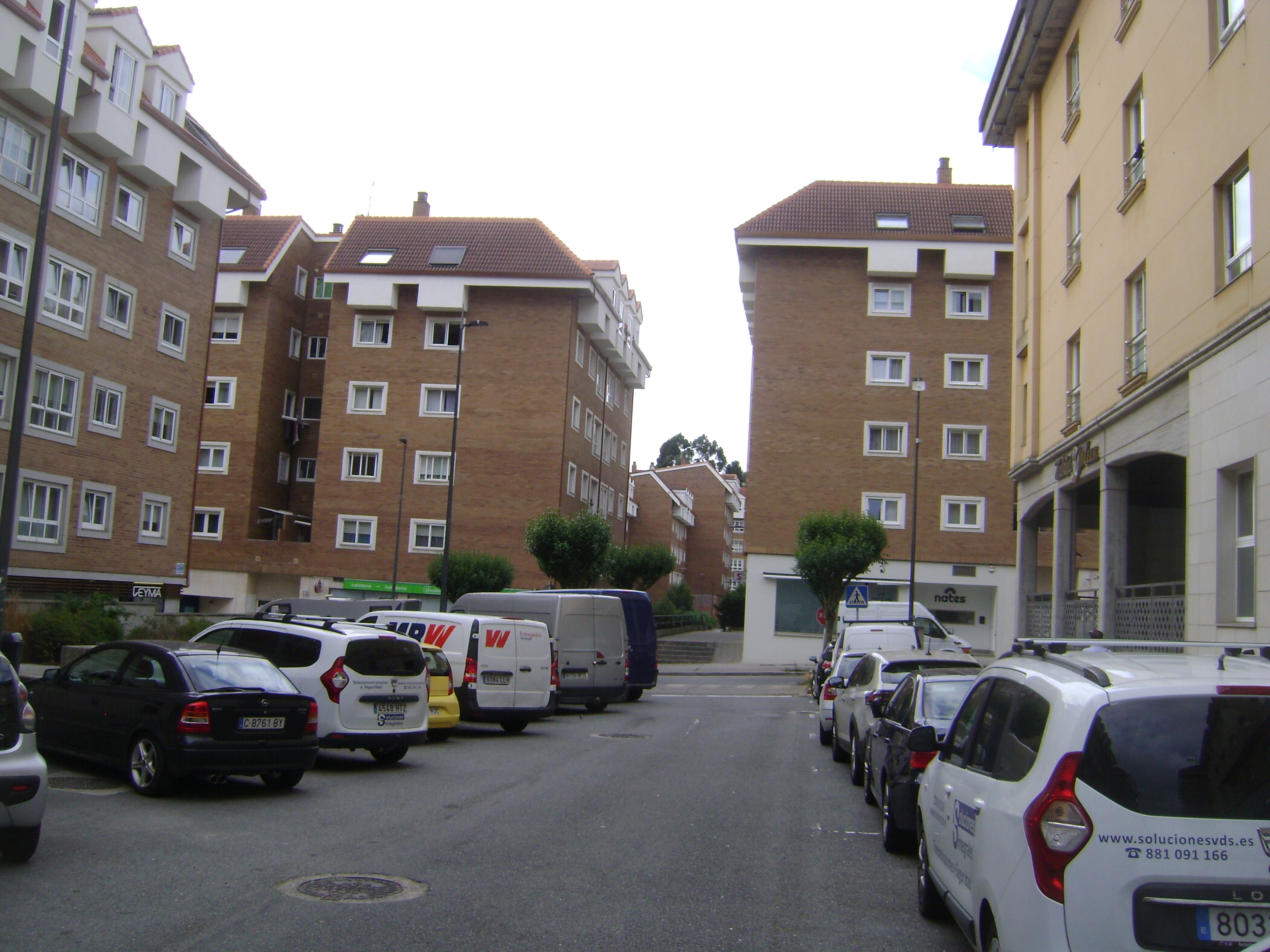
A Barcala, Cambre

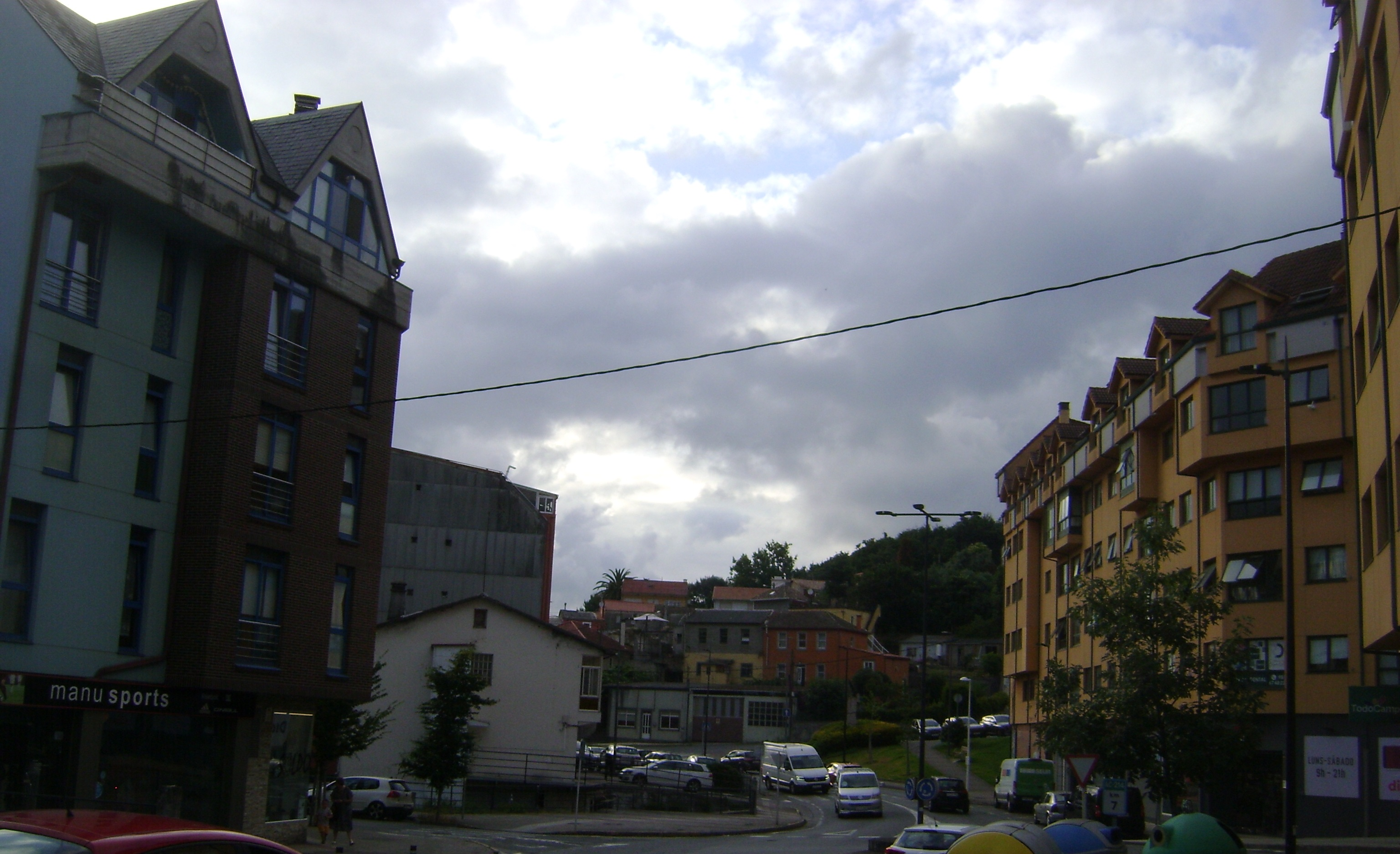
Imagen de Cambre.

- La Villa romana, convertida actualmente en un pequeño museo arqueológico.[5]
- La iglesia de Santa María, monumento histórico-nacional del siglo XII-siglo XIII.
- Un tramo del Camino Inglés (Camino de Santiago).
- Paisajes que se extienden entre Cecebre y Bibres, cuyas tupidas fragas inspiraron al escritor, periodista y humorista coruñés Wenceslao Fernández Flórez a escribir la famosa novela El bosque animado (1943), que inspiró también la película de animación de título homónimo en 2001.
- Casa Museo del escritor Wenceslao Fernández Flórez, conocida como Villa Florentina, situada en San Salvador de Cecebre, Apeadero nº14, que funciona como centro de documentación de la vida y obra del escritor, y que está dirigido por la Fundación Wenceslao Fernández Flórez. Está considerado como el mayor centro de documentación sobre el escritor y un Centro de dinamización cultural con actividades culturales semanales.[5]
- El embalse de Cecebre (pantano), construido en 1975 en la confluencia del río Mero y el río Barcés.
- Puente medieval de El Burgo, que une Cambre con el municipio de Culleredo sobre la Ría del Burgo. Construido por los caballeros templarios entre los siglos XIII y XIV para que los peregrinos del Camino Inglés a Santiago gozaran de seguridad en su viaje y a la vez para beneficiarse del cobro de impuestos a los mercaderes que lo atravesasen.
- Pazo de Cela, de estilo barroco, en la parroquia de San Julián de Cela.
- La escultura de El Paraguas, construida entre 1945 y 1949, y situado en una rotonda en El Temple cerca del puente medieval de El Burgo.[6]En 2014, en el marco de obras realizadas por la Junta de Galicia para mejorar la seguridad vial, la escultura tuvo que ser demolida (pues no pudo ser conservada debido a su mal estado de conservación), para ser posteriormente sustutuida por una réplica realizada en materiales más resistentes a la degradación.[7]
- La escultura de El Columpio, obra del escultor Ramón Conde, situada en el paseo de El Burgo.[8]
- Casa Arrigada, vivienda modernista del año 1912 de la que no se conoce el arquitecto. Describe planta rectangular con planta baja y dos pisos. La fábrica es de cemento revocado y está pintada de verde y ocre. Los balcones y las cornisas aparecen finamente decorados. Los motivos fundamentales son lugar común del modernismo a saber,  naturales (exaltación de la naturaleza), musicales y figuras alegóricas.[9]Actualmente funciona como Casa da Xuventude y una de las Oficinas Municipales de Información Juvenil (OMIX).[10]

## Demografía
Cambre cuenta con una población de 24 781 habitantes (INE 2024).
| Gráfica de evolución demográfica de Cambre entre 1842 y 2021                                                        |
| |
| Población de derecho según los censos de población del INE Población de hecho según los censos de población del INE |

## Administración y política

### Gobierno municipal
El Pleno de Cambre consta de 21 escaños. En las pasadas elecciones municipales celebradas el 28 de mayo de 2023 la fuerza más votada fue Unión por Cambre (UxC), que obtuvo 3370 votos y 7 concejales. Además de UxC obtuvieron representación el Partido Popular de Galicia (PPdeG) (2423 votos, 5 concejales), Partido dos Socialistas de Galicia (PSdeG-PSOE) (1728 votos, 4 concejales), Bloque Nacionalista Galego (BNG) (1492 votos, 3 concejales) y Alternativa dos Veciños (AV) (1182 votos, 2 concejales). En la actualidad, el partido que gobierna es UxC, siendo la alcaldesa María Pan, quien tomó el cargo tras la dimisión del alcalde electo, del mismo partido, Óscar García Patiño.
| Partido político                                | 2023        | 2023        | 2023        | 2019        | 2019        | 2019        | 2015    | 2015    | 2015       | 2011  | 2011  | 2011       | 2007  | 2007  | 2007       |
| Partido político                                | %           | Votos       | Concejales  | %           | Votos       | Concejales  | %       | Votos   | Concejales | %     | Votos | Concejales | %     | Votos | Concejales |
| Unión por Cambre (UxC)                          | 29,07       | 3370        | 7           | 33,20       | 3900        | 8           | 20,06   | 2155    | 5          | 13,91 | 1546  | 3          | –     | –     | –          |
| Partido Popular de Galicia (PPdeG)              | 20,90       | 2423        | 5           | 14,91       | 1752        | 3           | 24,27   | 2607    | 6          | 28,74 | 3194  | 7          | 27,04 | 2918  | 7          |
| Partido dos Socialistas de Galicia (PSdeG-PSOE) | 14,90       | 1728        | 4           | 15,90       | 1868        | 4           | 19,81   | 2128    | 5          | 19,77 | 2197  | 5          | 28,83 | 3112  | 7          |
| Bloque Nacionalista Galego (BNG)                | 12,87       | 1492        | 3           | 11,56       | 1358        | 2           | 11,11   | 1194    | 2          | 7,28  | 809   | 2          | 17,92 | 1934  | 4          |
| Alternativa dos Veciños (AV)                    | 10,19       | 1182        | 2           | 8,75        | 1028        | 2           | –       | –       | –          | –     | –     | –          | –     | –     | –          |
| Podemos                                         | 1,46        | 170         | 0           | 6,01        | 707         | 1           | Con SON | Con SON | Con SON    | –     | –     | –          | –     | –     | –          |
| Cidadáns (Cs)                                   | 1,44        | 168         | 0           | 5,58        | 656         | 1           | 5,06    | 544     | 1          | –     | –     | –          | –     | –     | –          |
| SON-Esquerda Unida (EU)                         | Con Podemos | Con Podemos | Con Podemos | Con Podemos | Con Podemos | Con Podemos | 11,83   | 1271    | 2          | 10,69 | 1188  | 2          | 9,77  | 1054  | 2          |
| Partido Galeguista Demócrata (PGD)              | –           | –           | –           | –           | –           | –           | –       | –       | –          | 5,27  | 586   | 1          | –     | –     | –          |
| Progresistas de Cambre (PdeC)                   | –           | –           | –           | –           | –           | –           | –       | –       | –          | 6,67  | 741   | 1          | –     | –     | –          |
| Partido Galeguista (PG)                         | –           | –           | –           | –           | –           | –           | –       | –       | –          | –     | –     | –          | 7,27  | 785   | 1          |

#### Evolución de la deuda viva municipal

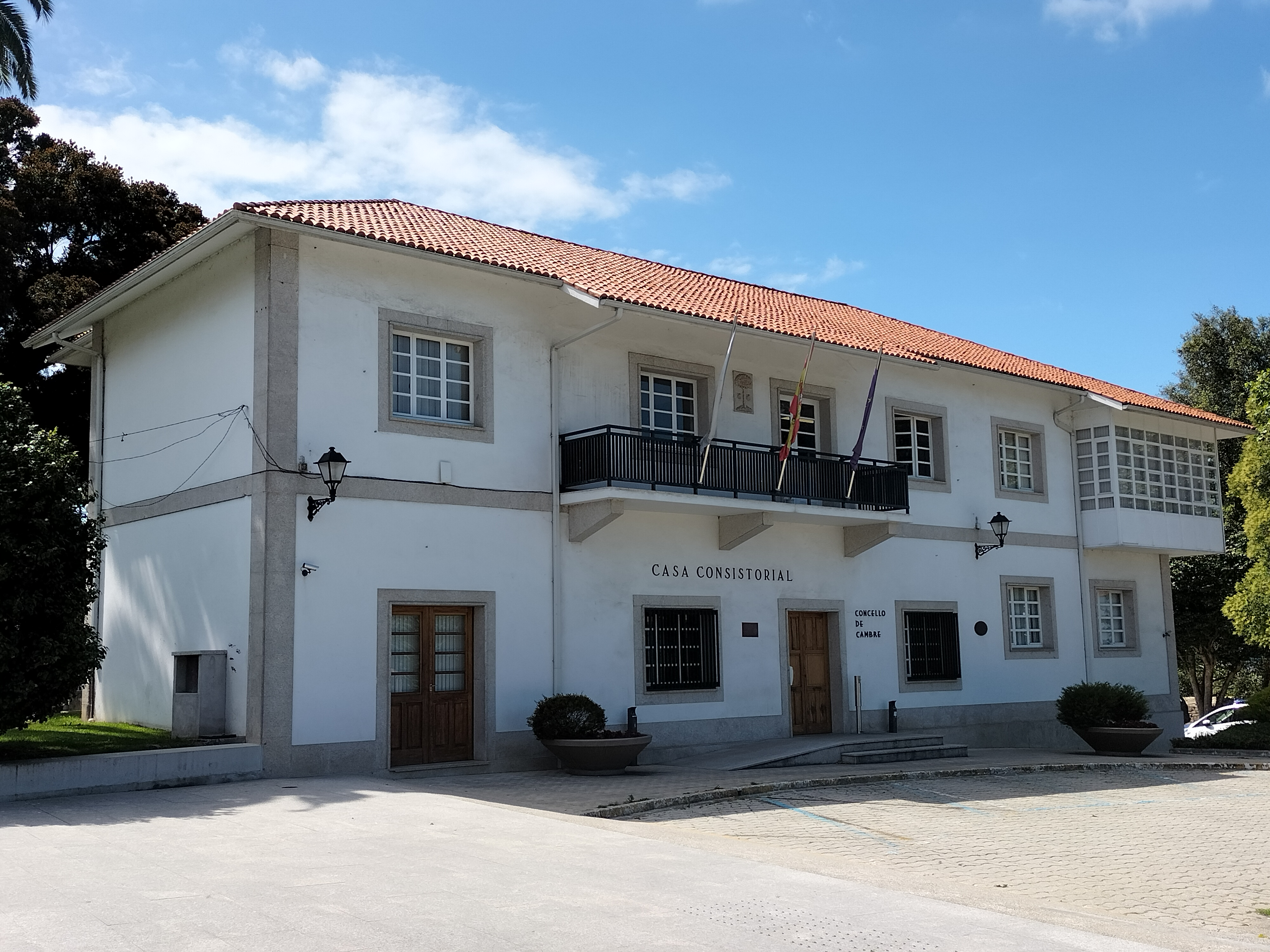
Ayuntamiento de Cambre

Logo utilizado alternativamente al escudo por el ayuntamiento de Cambre

El concepto de deuda viva contempla sólo las deudas con cajas y bancos relativas a créditos financieros, valores de renta fija y préstamos o créditos transferidos a terceros, excluyéndose, por tanto, la deuda comercial. La deuda viva municipal por habitante en 2014 ascendía a 117,32 €.
| Gráfica de evolución de la deuda viva del Ayuntamiento entre 2008 y 2023                         |
|                                                                                                  |
| Deuda viva del Ayuntamiento de Cambre, en miles de euros, según datos del Ministerio de Hacienda |

### Organización territorial
Parroquias que forman parte del municipio:
- Anceis (San Xoán)
- Andeiro (San Martiño)
- Brejo[19]
- Bribes (San Cibrán)
- Cambre (Santa María)
- Cecebre (San Salvador)
- Cela (San Xulián)
- El Temple (Santa María)
- Meijigo (San Lourenzo)
- Pravio (San Xoán)
- Sigrás (Santiago)
- Vigo (Santa María)

## Deporte
Los equipos deportivos más destacados son el Sporting Cambre S.D.C.R, el Club Ciclista de Cambre, el Brexo-Lema S.D., Once Caballeros C.F. del Temple, Club Baloncesto Cambre, Towers Football, Hockey Club Cambre, entre otros.